# Ribennas
Ribennas (en francès Ribennes) és un municipi francès situat al departament del Losera i a la regió d'Occitània.